# Гуторов Іван Федорович
Іван Федорович Гу́торов (нар. 20 серпня 1911, Мінеральні Води — пом. 13 листопада 1998, Львів) — український художник і педагог; член Спілки радянських художників України з 1946 року. Заслужений діяч мистецтв УРСР з 1982 року.

## Біографія
Народився 7 [20] серпня 1911 року у місті Мінеральних Водах (нині Ставропольський край, Росія). Протягом 1929—1932 років навчався у Краснодарському художньому технікумі; у 1932—1935 роках — в Одеському художньому інституті у Павла Волокидіна; у 1935—1941 роках — у Київському художньому інституті у Костянтина Єлеви, Федора Кричевського і Сергія Григор'єва. Дипломна робота — картина «Фелікс Дзержинський з безпритульниками» (олія, керівник Федвр Кричевський).
У Червоній армії з липня 1941 року. Брав участь у німецько-радянській війні. Служив молодшим офіцером у стрілецьких підрозділах. Нагороджений медаллю «За бойові заслуги» (20 липня 1944), орденом Вітчизняної війни ІІ ступеня (22 листопада 1944). Член ВКП(б) з 1944 року.
З 1944 року викладав рисунок Львівській художньо-промисловій школі; з 1947 року — викладач, з 1954 року — доцент, з 1974 року — професор Львівського інституту прикладного та декоративного мистецтва. Серед учнів: Балла Павло Карлович, Бокшай Йосип Йосипович, Вашуров Андрій Іванович, Ващенко Гавриїл Харитонович, Винниченко Василь Миколайович, Гайдай Іван Якович, Гришин Сергій Іванович, Зуєв Борис Григорович, Караффа-Корбут Софія Петрівна, Карпинець Ірина Іванівна, Кисельов Георгій Петрович, Кипріян Мирон Володимирович, Кітела Ярослав Іванович, Коваленко Семен Дмитрович, Кушнір Веніамін Володимирович, Медвецька-Лутак Едіта Федорівна, Михайлюк Володимир Якович, Никаноров Віктор Федорович, Островський Володимир Олексійович, Присяжнюк Артем Васильович, Санжаров Володимир Тимофійович, Ушаков Володимир Андрійович.
Жив у Львові, у будинку на проспекті Леніна, № 1/3, квартира № 36 та в будинку на вулиці Івана Франка, № 127, квартира № 1-а. Помер у Львові 13 листопада 1998 року.

## Творчість
Працював в галузі станкового живопису і графіки, майстер тематичної картини. Серед робіт:
живопис
- «Штурм райхстаґа» (1947);
- «Весна» (1948);
- «Гуцулка» (1948);
- «Переділ землі у 1939 році» (1949; Національний музей у Львові);
- «Бориславські вишки» (1950, полотно, олія; Національний художній музей України)[3];
- «Нова свердловина» (1950);
- «Пробна лекція Івана Франка у Львівському університеті» (1956; Львівський національний літературно-меморіальний музей Івана Франка);
- «Коваль» (1957);
- «Старий гуцул» (1958);
- «Околиця села Жаб'є» (1958);
- «Тюльпани на вікні» (1958);
- «Квітучий Львів» (1959);
- «Борислав уранці» (1959);
- «Бурова» (1959);
- «У закарпатському селі» (1960);
- «Ранок у Карпатах» (1960);
- «Карпатські нафтовики» (1960);
- «Лісоруб» (1960);
- «Натюрморт із трояндою» (1960);
- «Квіти і народна кераміка» (1960);
- «Гомін верховини» (1961);
- «Говерла» (1961);
- «Львів. Зимовий день» (1962);
- «Дощовий день» (1962);
- «Яхти» (1962);
- «Вітряно» (1962);
- «Околиця Львова» (1963);
- «Зимовий Гурзуф» (1966);
- «Виноградники зимою» (1966);
- «Зима в Криму» (1966);
- «Рота імені Тараса Шевченка в інтернаціональній бригаді в Іспанії» (1967);
- «У 1920-му році» (1967);
- «На трасі дружби» (1968; Пензенська обласна картинна галерея імені К. А. Савицького);
- «Спілка боротьби і дружби (Володимир Ленін і Надія Крупська в Петербурзі у 1895 році)» (1969);
- «Ні кроку назад» (1975);
- «Іван Франко з робітниками» (1979);

графіка
- «Автопортрет» (1945);
- «Бій у руїнах» (1945);
- «У центрі Берліна» (1945);
- «Берлін. Барикада на мосту Мольке» (1945, папір, наклейка на картон, графітний олівець; Національний художній музей України)[4];
- «Зв'язківець» (1945);
- серія «Про солдата Вітчизняної війни» (1945—1947; Харківський художній музей, Одеський художній музей);
- «Партизанський рейд Сидора Ковпака в Карпатах» (1946);
- «Трембітар» (1953);
- «Художник Михайло Ліщинер» (1955);
- «Бахчисарай. Ханський палац» (1963);
- «Скульптор Іван Севера» (1964);
- «Ратуша у Львові» (1969);
- «Чоловік у вишитій сорочці» (1971);
- «Під Говерлою» (1989);
- «Музей Івана Франка» (1991);
- «Львів восени» (1993);
- «Вулиця Івана Франка» (1994);
- «Весняний Львів» (1994);
- серії
  - «Берлінські зарисовки» (1945, Національний художній музей України);
  - «Радянський Борислав» (1950—1952; Національний музей у Львові, Алупкинський палац-музей);
  - «У роки білогвардійщини» (1969—1988).

Брав участь у республіканських виставках з 1947 року. Персональні виставки відбулися у Львові у 1956, 1961, 1973 роках.